# Karl Julius Sommer
Karl Julius Sommer (* 14. Juni 1883 in Reichenau; † 22. Mai 1962 in Zittau) war ein deutscher Komponist, Musikschriftsteller, Violinist, und Dirigent. Er war Hochschullehrer in Dresden.

## Leben
Karl Sommer war Sohn des Kürschners Julius Sommer († 1913) und seiner Frau Emilie Sommer geb. Kießling († 1927) aus Reichenau.
1901–1904 studierte Sommer am Leipziger Konservatorium. Hier erhielt er Unterricht in den Fächern Musiktheorie und Komposition sowie Klavier- und Ensemblespiel. Sein Hauptfach war das Violinspiel, in dem ihn Hans Sitt unterwies. Von 1906 bis 1907 lernte Sommer an der Dresdner Musikschule bei Percy Sherwood, Johannes Reichert und Otto Naumann Komposition, Instrumentation und Dirigieren. Zwischen 1909 und 1910 studierte er bei Hugo Roehr in München Violine.
Ab 1904 war er Violinist und Konzertmeister in den städtischen Orchestern von Zittau und Teplice. 1916 wurde er Städtischer Musikdirektor in Zittau. Zwischenzeitlich war er Dozent für Violine und Musiktheorie am Konservatorium in Görlitz. Von 1919 bis 1923 lehrte er an der Dresdner Musikhochschule und wirkte in dieser Zeit auch als Dirigent am Neustädter Schauspielhaus (früher Albert-Theater). Ab 1924 lebte er als freischaffender Künstler in Zittau. Zum 1. Mai 1933 trat er der NSDAP bei.
Er heiratete am 5. März 1917 Frieda Scholze.

## Werke
- Symphonie in E-Moll, 1907
- Orchestersuite Im sonnigen Süden